# Eremohaplomydas desertorum
Eremohaplomydas desertorum is een vliegensoort uit de familie Mydidae. De wetenschappelijke naam van de soort is voor het eerst geldig gepubliceerd in 1959 door Bequaert.
De soort komt voor in Namibië.